# Marie Čermáková (mecenáška)
Marie Čermáková (rozená Konečná, okolo 1880 ? Velké Meziříčí – po 1938) byla česká spolková činovnice a mecenáška žijící v Paříži, členka tamější buňky tzv. Prvního československého odboje ve Francii. Po vytvoření československé dobrovolnické roty Nazdar v rámci francouzské Cizinecké legie během první světové války poskytovala vojákům materiální i psychickou podporu, za kterou si vysloužila přízvisko matka praporu.

## Život

### Mládí
Narodila se patrně ve Velkém Meziříčí. Byla vdaná za Aloise Čermáka, českého krejčího, jejich manželství bylo bezdětné. Společně žili v Paříži, kde Čermáková pracovala v restaurantu Antonína Slepičky, kde se scházela místní komunita Čechů a Slováků.

### Československý odboj
Po vypuknutí první světové války se s manželem stala členkou České kolonie pařížské, krajanského sdružení řízeného předsedou Josefem Hofmanem-Krátkým. Alois Čermák byl členem jejího nejužšího vedení. Ta začala téměř okamžitě jednat v podpoře aktivit exilové skupiny Tomáše Garrigue Masaryka, Edvarda Beneše a Milana Rastislava Štefánika zasazujících se o vznik samostatného Československa. 31. srpna 1914 vznikla rámci Cizinecké legie Rota Nazdar, zejména z iniciativy zástupců francouzské pobočky Sokola a sociálně-demokratického spolku Rovnost. Myšlenka samostatné jednotky byla prosazována zejména malířem Františkem Kupkou, Ernestem Denisem a jeho zetěm a pozdějším prvním československým důstojníkem Václavem Dostalem. K jejímu prvnímu bojovému nasazení na západní frontě došlo v listopadu 1914 v oblasti Champagne.

### Matka praporu

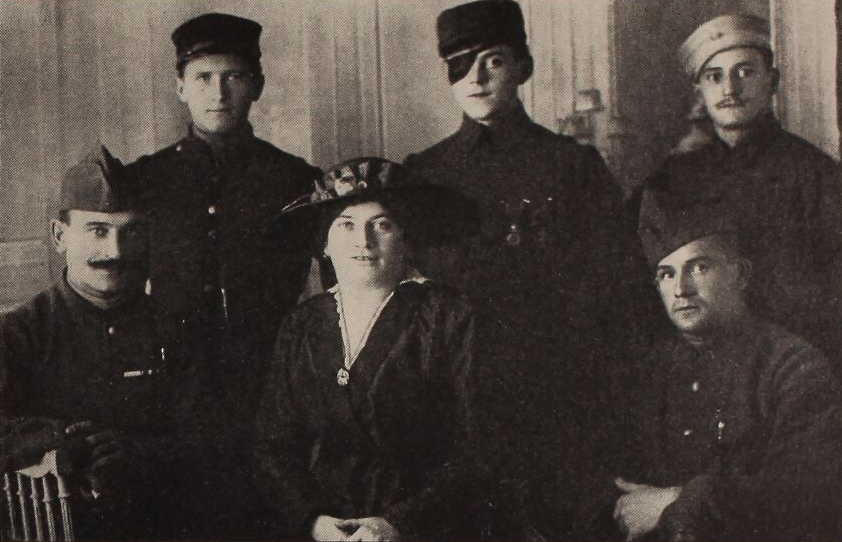
Setkání Marie Čermákové se zotavujícími se členy roty Nazdar

Marie Čermáková se od počátku existence roty snažila bojující mladé muže v jejich údělu všemožně podporovat. Tíživost frontového života navíc často vojáci roty nemohli s nikým korespondenčně sdílet se známými a příbuznými v Čechách, neboť byl poštovní kontakt s tímto a francouzským územím téměř nemožný, navíc byli rakouskými úřady apriorně vyhodnocováni jako vlastizrádci. Čermáková organizovala zasílání balíčků s dopisy a potravinami od české komunity na frontu, mj. na Vánoční svátky 1914.
S řadou vojáků si také dopisovala a psychicky je podporovala při ztrátách padlých kamarádů. Pekla také pečivo či pletla teplé oblečení.
Po tragických ztrátách roty v bitvě u Arrasu na jaře 1915 se ve spolupráci s Červeným křížem zapojila do přímě podpory a pomoci československých raněných. Vyjížděla rovněž z Paříže a navštěvovala zotavující se vojáky různě po Francii. Věcně i finančně se podílela na vzniku nového praporu roty, dost možná s přičiněním manžela-krejčího, poté, co byl původní zničen v boji (spolu s ním padl též praporečník Karel Bezdíček). Během říjnové ofenzívy roku 1915 se vydala se zásobami za rotou k frontové linii a údajně, navzdory předpisům přísně zakazujícím pohyb civilistů na bojišti, strávila s vojáky celý den v zákopech. Ve spolupráci s českým v zahraničí působícím pěvcem Božou Umirovem organizovala benefiční hudební večery na podporu legionářů.

### Dopisy z fronty
Během války udržovala Čermáková korespondenční kotnakt s více než třiceti vojáky po celou dobu války. Z celkového počtu legionářů, se kterými si Čermáková dopisovala, jich šestnáct během války padlo. Jedním z nich byl též Alois Fabián, synovec Čermákové a legionář v dubnu 1918 zajatý německou armádou, který zemřel 22. října 1918 v zajateckém táboře, jako poslední československá oběť západního bojiště. Dopisy Čermáková archivovala a po válce některé zapůjčila ke zveřejnění.
| „                                                                                                  | »Odpusťte, že sem hned neodepsal. Máme bláta až po krk a skočíme si na to co nejdříve. Jsme na starém místě: co jsme vzali vesnici posledně na Sommě. Doufám, že to šťastně předržím. Ještě Vás zdravím, Váš - (pod slovem »skočíme si na to co nejdříve«, rozuměj: budeme útočit) | “ |
| — dopis z 26. listopadu 1916 od českého vojáka Františka Maňáka (padl 26. dubna 1918 ve 29 letech) | |   |

### Po roce 1918
Po válce byla uváděna jako majitelka restaurace v Paříži na adrese 8 rue de Villedo. S řadou z bývalých vojáků zůstala v kontaktu i po válce a svými vzpomínkami a dopisy z osobního archivu přispěla do publikací věnující se legionářské historii.